# NK Zavrč
Le NK Zavrč est un club slovène de football basé à Zavrč dans la région de Basse-Styrie. Il évolue actuellement en première division.

## Histoire
Le club est sacré champion de deuxième division en 2012-2013.